# Soaring Hall of Fame
Soaring Hall of Fame är en amerikansk hedersbetygelse som tilldelas en person som utfört en bedrift inom segelflygning eller för segelflygsporten i USA. Soaring Hall of Fame räknas som USA:s högsta utmärkelse inom segelflygsporten.
Soaring Hall of Fame skapades 1954 när Paul Helms idrottsfond från 1936 räknade in segelflyg bland sporterna. Då sporten var så stor att den var av nationellt och internationellt intresse behövdes en Hall of Fame. Styrelsen för Soaring Society of America (SSA) ombads att föreslå lämpliga kandidater till Soaring Hall of Fame. 1975 överfördes förslagsrätten till National Soaring Museum i Elmira New York som i sin verksamhet vårdar historiken inom det amerikanska segelflyget.

## Invalda i urval
- 1954 Paul B. MacCready Jr
- 1954 Richard C. duPont
- 1954 William Hawley Bowlus
- 1955 Orville Wright
- 1955 Wilbur Wright
- 1955 Ernest Schweizer
- 1955 Paul A. Schweizer
- 1962 William S. Ivans
- 1963 George B. Moffat, Jr
- 1963 Lawrence E. Edgar
- 1963 Joachim P. Kuettner
- 1965 Alvin H. Parker
- 1987 Stephen du Pont
- 1991 Barron Hilton
- 1999 Octave Chanute
- 2001 John J. Montgomery